# Дзьоган малий
Дзьога́н малий (Veniliornis passerinus) — вид дятлоподібних птахів родини дятлових (Picidae). Мешкає в Південній Америці.

## Опис
Малий дзьоган — найменший представник свого роду, його середня довжина становить 13-15, вага 24-37 г. у самців верхня частина голови червона, тім'я і потилиця поцятковані сірими плямками, у самиць верхня частина голови сіра, поцяткована білими плямками. Верхня частина тіла оливково-коричнева, обличчя охристе, горло і нижня частина тіла поцятковані білуватими і сірувато-чорними смужками. Хвіст темний.

## Таксономія
В 1760 році французький зоолог Матюрен Жак Бріссон включив опис малого дзьогана до своєї книги "Ornithologie". Він використав французьку назву Le petit pic de S. Domingue та латинську назву Picus dominicensis minor. Однак, хоч Бріссон і навів латинську назву, вона не була науковою, тобто не відповідає біномінальній номенклатурі і не визнана Міжнародною комісією із зоологічної номенклатури. Коли в 1766 році шведський натураліст Карл Лінней випустив дванадцяте видання своєї Systema Naturae, він доповнив книгу описом 240 видів, раніше описаних Бріссоном. Одним з цих видів був малий дзьоган, для якого Лінней придумав біномінальну назву Picus passerinus. Згодом малого дзьогана перевели до роду Дзьоган (Veniliornis).

### Підвиди
Виділяють дев'ять підвидів:
- V. p. fidelis (Hargitt, 1889) — східна Колумбія і західна Венесуела;
- V. p. modestus Zimmer, JT, 1942 — північно-східна Венесуела;
- V. p. diversus Zimmer, JT, 1942 — північна Бразилія;
- V. p. agilis (Cabanis & Heine, 1863) — від східного Еквадору до північної Болівії і західної Бразилії;
- V. p. insignis Zimmer, JT, 1942 — захід центральної Бразилії;
- V. p. tapajozensis Gyldenstolpe, 1941 — центральна Бразилія;
- V. p. passerinus (Linnaeus, 1766) — Гвіана і північно-східна Бразилія;
- V. p. taenionotus (Reichenbach, 1854) — східна Бразилія;
- V. p. olivinus (Natterer & Malherbe, 1845) — від південної Бразилії до північної Болівії, Парагваю і північної Аргентини.

## Поширення і екологія
Малі дзьогани мешкають в Колумбії, Венесуелі, Гаяні, Французькій Гвіані, Суринамі, Бразилії, Еквадорі, Перу, Болівії, Аргентині і Парагваї. Вони живуть у вологих і сухих тропічних лісах, на узліссях і галявинах, в мангрових лісах, чагарникових заростях, саванах і садах. Зустрічаються на висоті до 1300 м над рівнем моря.